# مونته میترو
مونته میترو (به ایتالیایی: Montemitro) یک کومونه در ایتالیا است که در استان کامپوباسو واقع شده‌است.

## خصوصیات
مونته میترو ۱۶ کیلومترمربع مساحت و ۴۶۸ نفر جمعیت دارد و ۵۰۸ متر بالاتر از سطح دریا واقع شده‌است.